# Kalobittacus forficatus
Kalobittacus forficatus is een schorpioenvliegachtige uit de familie van de hangvliegen (Bittacidae). De wetenschappelijke naam van de soort is voor het eerst geldig gepubliceerd door Emmanuel Rodríguez in 2016.
De soort komt voor in Costa Rica.